# کاریامانیکام سرینیواسا کریشنان
 کاریامانیکام سرینیواسا کریشنان (انگلیسی: Kariamanickam Srinivasa Krishnan؛ زاده ۴ دسامبر ۱۸۹۸ درگذشته ۱۴ ژوئن ۱۹۶۱) یک فیزیک‌دان اهل هند بود.